# رایس لیک (ویسکانسین)
رایس لیک، ویسکانسین  (به انگلیسی: Rice Lake) شهری در شهرستان بارون ایالت ویسکانسین است که در سال ۱۸۸۷ بنیان‌گذاری شده‌است. این شهر طبق سرشماری سال ۲۰۱۰ میلادی ۸٬۴۳۸ نفر جمعیت داشته‌است.